# هیر وی گو
هیر وی گو (انگلیسی: Here WeGo، به سبک HERE WeGo) یک نرم‌افزار نقشه‌نگاری وب و ناوبری ماهواره‌ای است که در پلتفرم‌های وب و موبایل موجود است و توسط هیر تکنالوجیز که متعلق به [آئودی]]، ب‌ام‌و و گروه مرسدس-بنز است، اداره می‌شود. این نرم‌افزار بر اساس پلتفرم داده‌های مکانی Here ساخته شده و داده‌های داخلی خود را که شامل نماهای ماهواره‌ای، داده‌های ترافیک و سایر خدمات مکانی است، ارائه می‌دهد.
این سرویس در ابتدا توسط نوکیا با نام Nokia Maps در سال ۲۰۰۷ برای سیمبیان و ویندوز موبایل منتشر شد. نوکیا بعداً نوتک (Navteq) را که داده‌های مکانی را ارائه می‌داد، خریداری کرد و این سرویس همچنین با نام Ovi Maps تحت نام Ovi تغییر نام داد. در سال ۲۰۱۰، نوکیا شروع به ارائه مجموعه کامل Ovi Maps با ناوبری و اطلاعات ترافیکی رایگان کرد، در حالی که قبلاً هزینه سالانه داشت. در سال ۲۰۱۱، مجموعه Nokia Maps (شامل Nokia Drive و Nokia Transit) در سری مایکروسافت لومیا منتشر شد و در سال ۲۰۱۲ به سایر محصولات ویندوز فون نیز گسترش یافت. سپس به HERE Maps تغییر نام داد و به وب جهان‌گستر گسترش یافت و سپس، پس از فروش آن توسط نوکیا، در سال ۲۰۱۴ برای پلتفرم اندروید و در سال ۲۰۱۵ برای آی‌اواس عرضه شد. در ژوئیه ۲۰۱۶ به HERE WeGo تغییر نام داد.